# Elisabet Sofia de Brandenburg
Elisabet Sofia de Brandenburg (en alemany Elisabeth Sophie von Brandenburg) va néixer a Berlín el 5 d'abril de 1674 i va morir a Römhild el 22 de novembre de 1748. Era una noble alemanya filla de l'elector de Brandenburg Frederic Guillem (1620-1688) i de la princesa de Holstein Sofia Dorotea (1636-1689).
Va ser duquessa consort del Ducat de Curlàndia i Semigàlia pel seu matrimoni amb el duc Frederic Casimir Kettler. Era una dona de caràcter i orgullosa, que va tenir una notable influència política sobre el seu segon marit Cristià II, fins al punt de ser coneguda com la tinent prissuana. El 1704 li va fer comprar el castell d'Erlagen, i l'estil de vida que portava a la cort va suposar una càrrega econòmica important per a les arques del ducat.

## Matrimoni i fills
El 29 d'abril de 1691 es va casar a Berlín amb Frederic Casimir Kettler (1650-1698). D'aquest martimoni en nasqueren:
- Frederic Guillem (1691-1711), casat amb la tsarina Anna Ivànovna de Rússia (1693-1740).
- Leopold Carles (1693-1697)

El 30 de març de 1703 es tornà a casar a Potsdam amb Cristià II de Brandenburg-Bayreuth (1644-1712), fill d'Erdmann August de Brandenburg-Bayreuth (1615-1651) i de Sofia de Brandenburg-Ansbach (1614-1646). La comtessa, vídua de nou, es va casar per tercera vegada el 3 de juny de 1714 al castell d'Ehrenburg amb el duc Ernest Lluís I de Saxònia-Meiningen (1672-1724), fill del duc Bernat I de Saxònia-Meiningen (1649-1706) i de Maria Hedwig de Hessen-Damstadt (1647-1680). D'aquests dos matrimonis no en tingué descendència.